# Csecsemőgondozási díj
A terhességi-gyermekágyi segély elnevezése 2015. január 1-jétől csecsemőgondozási díjra (rövidítése: csed) módosult.
A csecsemőgondozási díj a gyermek születéséhez kapcsolódóan kieső jövedelem pótlását szolgálja. Biztosítási jogviszonyhoz kötött pénzbeli ellátás, amely a szülési szabadságnak megfelelő időtartamára jár. A folyósítási időtartama 168 naptári nap.

## Feltételei
A csecsemőgondozási díjat  a szülési szabadság alatt folyósítják. Korábban Terhességi-gyermekágyi segélyként volt ismert.  A folyósítási időtartama 168 naptári nap. A szülés várható ideje előtt 28 naptári nappal igényelhető legkorábban, de a szülés várható idejét megelőző 28 naptári nap és a szülés várható időpontja között bármikor igényelhető.  A szülés napjától mindenképpen ketyeg a 168 naptári nap, akkor is, ha nem a szülés napjától, hanem későbbi dátumtól igényled a csecsemőgondozási díjat.
Ha a kismama később szül, mint a szülés várható időpontja és a szülési szabadságot a szülés várható ideje előtti 28. naptári naptól igényli, ebben az esetben a szülés napjától függetlenül a szülési szabadság, így a csed folyósítása is elindul az igényelt időponttól, azaz a szülés várható ideje előtti 28. naptári naptól. A csed folyósítás ebben az esetben is 168 naptári napig tart. 
Ha a szülési szabadságot korábban igénylik, mint a szülés várható időpontja, akkor az igényléshez képest csak abban az esetben változik a szülési szabadság, így  a csed folyósítás első napja, ha  a szülés várható idejét megelőző 28 naptári napnál korábban történik a szülés, vagyis koraszülés esetén. 
A szülési szabadság kezdő napja befolyásolja a csed, illetve gyed számítási időszakát, így a csed, gyed alapját képező jövedelmet is. 

## Csecsemőgondozási díjra való jogosultság
A jogosultságának két, együttes feltétele: 
1. A baba születését megelőző két éven belül rendelkezni kell legalább 365 naptári nap biztosítási idővel, aminek nem kell folyamatosnak lenni
2. A szülés – a csecsemőgondozási díj igénylésének – napján is biztosítottnak kell lenni.

Többes jogviszony esetén  akkor jogosult valaki csecsemőgondozási díjra, ha minden egyes biztosítási jogviszonyban rendelkezik a jogosultsági feltételekkel.
A csed jogosultság szabályaiban van egy olyan szabály, ami azt mondja ki, hogy ha a munkaviszonyod vagy bármely biztosítási jogviszonyod megszűnését követő 42 naptári napon belül szülsz, akkor még passzív jogon jogosult leszel csed-re. Sajnos gyed-re már nem.  
Milyen esetekben fordulhat ez elő? Például határozott idejű szerződéssel rendelkezel és a határozott idejű szerződés alapján a munkaviszonyod megszűnik a szülés előtt. A felmondási védelem csak a határozatlan idejű szerződéssel dolgozó kismamákat védi.
És még mindig van itt valami. Ha olyan helyzetben vagy, hogy a korábban született baba után járó csed, gyed folyósítása alatt szűnt meg a munkaviszonyod, akkor a testvér csed jogosultságnál figyelembe veszik a passzív jogon folyósított csed, gyed folyósítási idejét.
Ezért amennyiben a jogviszonyod a csed, illetve gyed folyósítás alatt szűnt meg, minden esetben érdemes megnézni, hogy a csed jogosultságot ki lehet-e hozni. 

## A csecsemőgondozási díj összege
2015. január 1-től az ellátások alapját úgy állapítják meg, hogy az adott ellátás igénylésétől visszaszámolnak három hónapot és a harmadik hónap utolsó napjától visszafele kezdik keresni a bérezett napokat. Az ellátások összegét az alapján állapítják meg, hogy hány bérezett napot találnak az adott ellátás igénylését megelőző harmadik hónap utolsó napjától visszafele. 
A csed alapját a bérezett napok függvényében megállapíthatják 180, 120, 30-119 naptári napi jövedelemből. Ha nincs legalább 30 naptári napi jövedelem, akkor pedig a szerződés szerinti jövedelem lesz a csed alapja.
Amennyiben a gyed, gyes folyósítás alatt vagy a gyed, gyes folyósítást követő egy éven belül születik az újabb gyermek, akkor a csed alapját az ún. kedvezményszabály alapján állapítják meg. A kedvezményszabálynak feltételei vannak, amiknek fennállását minden esetben egyénileg kell meghatározni.  
Amennyiben a szülés napján fennálló jogviszonyban a csed irányadó időszakán belül a biztosított nem rendelkezik legalább 120 naptári napi jövedelemmel és 180 naptári napi folyamatos biztosítási idővel, akkor a csed alapja maximum a csed igényléskor hatályos minimálbér kétszerese lehet.  
A csecsemőgondozási díj összegét csökkenti a 15% mértékű személyi jövedelemadó. 

## Irányadó jogszabályok
- 1997. évi LXXXIII. törvény a kötelező egészségbiztosítás ellátásairól
- 1997. évi LXXX. törvény a társadalombiztosítás ellátásaira és a magánnyugdíjra jogosultakról, valamint e szolgáltatások fedezetéről
- 217/1997 (XII. 1.) Korm. rendelet a kötelező egészségbiztosítás ellátásairól szóló 1997. évi LXXXIII. törvény végrehajtásáról
- 2012. évi I. törvény a munka törvénykönyvéről,
- 2004. évi CXL. törvény a közigazgatási hatósági eljárás és szolgáltatás általános szabályairól